# Yasukuni hram
Yasukuni hram (jap. 靖国神社, Yasukuni Jinja) je japanski šintoistički hram smješten u Tokiju. Posvećen je štovanju duhova japanskih vojnika koji su poginuli u službi japanskog cara. Trenutno se na hramskom popisu nalaze imena 2 466 532 ljudi čiji su životi bili posvećeni službi Japanskog carstva, posebice onima koji su poginuli za vrijeme ratova.
Yasukuni hram je obilježen brojnim kontroverzama jer je 1 068 ljudi s hramske liste osuđeno za ratne zločine dok su 14 s tog popisa ratni zločinci A klase, uključujući bivšeg japanskog premijera Hidekija Tōja. Vojni muzej Yūshūkan u sklopu hrama je optužen za reviziju povijesti i slavljenje agresivne militarističke prošlosti Japana. Posjeti japanskih ministara i naročito premijera hramu uzrokuju brojne prosvjede iz zemalja koje su bile žrtve japanske vojne agresije: Kine, Sjeverne i Južne Koreje te Tajvana.
Junichiro Koizumi, japanski premijer od 2001. do 2006. posjećivao je hram svake godine, ukupno 6 puta, što je uzrokovalo brojne diplomatske proteste i probleme u odnosima sa susjedima posebice Kinom. Kineski ministar vanjskih poslova Li Zhaoxing je 2005. na skupu u Južnoj Koreji izjavio da se Koizumijevi posjeti jednaki onima kada bi njemački političari posjećivali mjesta posvećena štovanju Hitlera i nacista. Japanski premijer Yasuo Fukuda je izjavio da nikad nije posjetio hram što je pozdravljeno od japanskih susjeda. Ipak 2008. su 62 člana Fukudine Liberalno demokratske stranke i Nove narodne stranke posjetila hram. 